# Luvre47
Luvre47 ist ein deutscher Rapper aus Berlin.

## Leben
Luvre47 wuchs in Berlin-Gropiusstadt auf, was er auch häufig in seinen Songs thematisiert. Als Jugendlicher spielte er für Hertha Zehlendorf hochklassig Jugendfußball und schaffte es als Torwart bis in die A-Junioren-Bundesliga. Seine ersten Songs nahm Luvre47 in einem Jugendzentrum in der Nähe des Bahnhofs Ostkreuz auf. 2016 veröffentlichte er die Luvre EP auf Soundcloud. Es folgte die No Face No Name EP (2017) und die Nix is gut EP (2019). Einen Popularitätsschub gewann er außerdem durch das Musikvideo zu seinem Song Lass ma sein / Plus X, das 2017 auf dem Aggro.TV-Youtube-Kanal erschien. 2020 erschien die Hamsterrad-EP sowie eine Kollaborations-EP mit dem ebenfalls aus Neukölln stammenden Rapper Bangs (Zweimalvier). Nach der 2222 EP, die 2021 erschien, folgte im Februar 2022 mit Herz schließlich sein Albumdebüt. Im März folgte eine De-luxe-Edition mit fünf neuen Songs, darunter der Song Kein Bock, der gemeinsam mit Paula Hartmann entstand. Noch im gleichen Jahr folgte sein zweites Album, 1000 Nächte.
2022 ging Luvre47 auf seine erste Solo-Tour, mit Konzerten u. a. in Berlin, Hamburg, München und Leipzig.
Luvre47 ist außerdem im Film Sonne und Beton neben anderen Rappern wie Lucio101, Juju und Olexesh zu sehen. Des Weiteren steuerte er den Titelsong zum Film bei.

## Einflüsse und Themen
Als eigene Einflüsse nennt Luvre47 insbesondere US-amerikanische Rapper, wie Eminem, T-Pain und Gucci Mane. Thematische Einflüsse lassen sich insbesondere in der Graffiti-Szene ausmachen, der Luvre47 selbst angehörte. Das Leben in Berlin-Gropiusstadt und die Hooligan-Szene sind weitere Einflüsse, die Luvre47 in seinen oft gesellschaftskritischen Texten verarbeitet. Soundtechnisch dominieren Trap-Einflüsse als auch Einflüsse aus anderen Subgenres, etwa Drill.

## Diskografie (Auswahl)
Alben
- 2022: Herz
- 2022: 1000 Nächte
- 2024: Danke für alles
- 2025: Depression mit Meerblick

EPs
- 2016: Luvre EP
- 2017: No Face No Name EP
- 2019: Nix is gut EP
- 2020: Hamsterrad EP
- 2020: Zweimalvier (gemeinsam mit Bangs)
- 2021: 2222

Singles
- 2023: Hinterm Block (#8 der deutschen Single-Trend-Charts am 10. März 2023[14])

## Belege
1. ↑  David Regner: Luvre47: „Ich habe früh rausgefunden, dass ich mit einem 9-to-5-Job nicht glücklich werde“ // Interview. In: Juice Magazin. 10. März 2022, abgerufen am 24. Januar 2023.
2. 1 2 3  Alex Barbian: Interview mit Luvre47: „Die Verbindung zwischen Straße und Graffitiszene ist nirgends so stark wie hier in Berlin“. In: rap.de. 11. Dezember 2017, abgerufen am 24. Januar 2023 (deutsch).
3. 1 2  Luvre47 – laut.de – Band. In: laut.de. Abgerufen am 24. Januar 2023.
4. 1 2  Hart im Nehmen: Luvre47 & Bangs kommen mit Kollabo-EP „Zweimalvier“. In: redbull.com. Abgerufen am 24. Januar 2023.
5. ↑  Tom Wittpohl, Kevin Krow: Luvre47 über „Herz“, die Stigmatisierung seiner Musik und die ewige Frage der Authentizität. In: Mostdope. 14. Mai 2022, abgerufen am 28. Februar 2023.
6. 1 2  Helena Stössel: Luvre47 gibt vertonten Respekt „Für Alle“ und geht auf Tour. In: DIFFUS. 19. August 2022, abgerufen am 24. Januar 2023.
7. ↑  Felix Lobrechts „Sonne und Beton“: Starttermin & Trailer sind da! In: tvmovie.de. 13. Januar 2023, abgerufen am 24. Januar 2023.
8. ↑  Marc Mensch: „Sonne und Beton“ rockt Berlin. Abgerufen am 13. März 2023.
9. ↑  Zu Gast bei Luvre47: Miriam besucht den Rapper in Berlin Gropiusstadt (Doku) | DIFFUS UNTERGRUND. In: youtube.com. Abgerufen am 24. Januar 2023.
10. ↑  Luvre47 über die Gropiusstadt: „Streb nach Glück, nicht nach Reichtum“. In: tipBerlin. Abgerufen am 24. Januar 2023.
11. ↑  Ronja Koch: „Wir hatten nicht viel, aber wir hatten Herz“ – Luvre47 liefert sein Debütalbum. In: DIFFUS. 3. Februar 2022, abgerufen am 24. Januar 2023.
12. ↑  LUVRE47: Graffiti, Gropiusstadt & Gesellschaftskritik | PULS Musikanalyse. In: youtube.com. Abgerufen am 24. Januar 2023.
13. 1 2  Chartquellen: DE
14. ↑  Single Trending Charts. In: mtv.de. GfK Entertainment, 10. März 2023, abgerufen am 11. März 2023.

| Personendaten    | Personendaten    |
| ---------------- | ---------------- |
| NAME             | Luvre47          |
| KURZBESCHREIBUNG | deutscher Rapper |
| GEBURTSDATUM     | 20. Jahrhundert  |